# Aparecida (kommun i Brasilien, São Paulo)
Aparecida är en kommun i Brasilien.   Den ligger i delstaten São Paulo, i den sydöstra delen av landet, 800 km söder om huvudstaden Brasília. Antalet invånare är 35 043. Arean är 121 kvadratkilometer.
Terrängen i Aparecida är huvudsakligen kuperad, men åt nordost är den platt.
Följande samhällen finns i Aparecida:
- Aparecida

Omgivningarna runt Aparecida är huvudsakligen savann. Runt Aparecida är det ganska tätbefolkat, med 144 invånare per kvadratkilometer.